# Ceratothoa oxyrrhynchaena
Ceratothoa oxyrrhynchaena is een pissebed uit de familie Cymothoidae. De wetenschappelijke naam van de soort is voor het eerst geldig gepubliceerd in 1878 door Koelbel.